# Кулигін Олег Борисович
Оле́г Бори́сович Кули́гін (6 серпня 1971, Олександрія, Кіровоградська область — 14 вересня 2014, Донецьк) — капітан Збройних сил України, начальник інженерної служби 3-го окремого полку спеціального призначення. Учасник російсько-української війни, загинув у боях за Донецький аеропорт. Один із «кіборгів».

## Життєпис
Народився 1971 року в місті Олександрія (Кіровоградська область). Закінчив Олександрійське СПТУ № 13, здобув вищу освіту у Криворізькому гірничорудному інституті. З 1995 року проживав у Кіровограді з дружиною та двома синами, працював на Інгульській шахті.

### Російсько-українська війна
Мобілізований, начальник інженерної служби, 3-й окремий полк спеціального призначення.
У вересні брав участь в обороні Донецького аеропорту. За спогадами позивного «Чарлі», командира роти спецпризначення, приблизно 13 вересня Олег Кулигін встановив керовані міни направленої дії неподалік позиції «Єнот», яка була двоповерховою будівлею, вікна якої укріпили мішками з піском. 14 вересня українські підрозділи по проводам привели в дію ці міни, побачивши висування групи противника чисельністю до 5 чоловік до позиції — група була знищена, після цього були повторно встановлені мінні загорожі. Олег Кулигін разом з «Чарлі» були направлені на «Єнот», де взяли безпосередню участь у стрілецькому бою, що розпочався невдовзі. Вели вогонь з бійниць на другому поверсі. «Чарлі» спустився на перший поверх набити магазини, і невдовзі почув по рації про появу пораненого — бійці 93-ї бригади спускали з другого поверху Олега Кулигіна без ознак життя. За словами «Чарлі», куля влучила у рацію на грудях Олега, через яку той керував боєм, куля зрикошетила і пройшла вище пластини бронежилету Темп-3000, вразивши його серце. Із старого терміналу аеропорту на бойовій машині піхоти приїхав Євгеній Подолянчук, Олега Кулигіна було евакуйовано, проте медики не змогли його врятувати.
18 вересня відбулося останнє прощання з Олегом в Кіровограді. Похований на Алеї слави Рівнянського кладовища, 18 вересня в Кіровограді оголошено днем жалоби.

## Нагороди і вшанування
- Орден Богдана Хмельницького III ступеня (6 жовтня 2014, посмертно) — за особисту мужність і героїзм, виявлені у захисті державного суверенітету та територіальної цілісності України.[3]
- Нагрудний знак «За оборону Донецького аеропорту» (посмертно)
- нагрудний знак «Гідність та Честь» (посмертно)
- Його портрет розміщений на меморіалі «Стіна пам'яті полеглих за Україну» у Києві: секція 4, ряд 5, місце 24
- Вшановується в меморіальному комплексі «Зала пам'яті», в щоденному ранковому церемоніалі 14 вересня[4]

### Відео
- Пам'яті Олега Кулигіна та Євгена Подолянчука [Архівовано 25 січня 2022 у Wayback Machine.] // Валерій Лебідь, 14 вересня 2018